# Henryk Bull
Henrik Johan Bull communément appelé Henryk Bull, né le 13 octobre 1844 à Stokke et mort le 1er juin 1930 à Oslo, est un homme d'affaires et explorateur norvégien qui a immigré en Australie.

## Biographie
Bull dirigea une expédition en Antarctique appuyée financièrement par Svend Foyn à la recherche de baleines. Foyn était lui aussi un homme d'affaires qui a breveté un fusil-harpon pour la chasse à la baleine. Le navire appelé Antarctic, commandé par le capitaine Leonard Kristensen a été utilisé pour l'expédition et a été équipé avec onze harpons, un arsenal d'explosifs et huit petites barques. L'expédition comptait 31 hommes.
Le 19 janvier 1895, alors à la recherche des baleines, un petit groupe a atterri sur les îles Possession, un petit archipel d'îlots rocheux. Le 24 janvier 1895, plusieurs membres de l'équipage sont en bateaux au cap Adare en Antarctique. À ce moment, ils croyaient qu'ils étaient les premiers hommes à poser le pied sur le continent, mais cette distinction appartient à John Davis, qui malgré des doutes sur cet exploit, aurait posé le pied sur la péninsule Antarctique en 1821.